# Huixtlazala, Atlixtac
Huixtlazala är en ort i Mexiko.   Den ligger i kommunen Atlixtac och delstaten Guerrero, i den sydöstra delen av landet, 240 km söder om huvudstaden Mexico City. Huixtlazala ligger 1 667 meter över havet och antalet invånare är 301.
Terrängen runt Huixtlazala är bergig åt nordväst, men åt sydost är den kuperad. Runt Huixtlazala är det ganska glesbefolkat, med 42 invånare per kvadratkilometer. Närmaste större samhälle är Caxitepec, 2,3 km väster om Huixtlazala. I omgivningarna runt Huixtlazala växer huvudsakligen savannskog.